# Literaturjahr 1863
Liste der Literaturjahre

◄◄ | ◄ | 1859 | 1860 | 1861 | 1862 | Literaturjahr 1863 | 1864 | 1865 | 1866 | 1867 | ► | ►►

Weitere Ereignisse

## Ereignisse

### Zensur

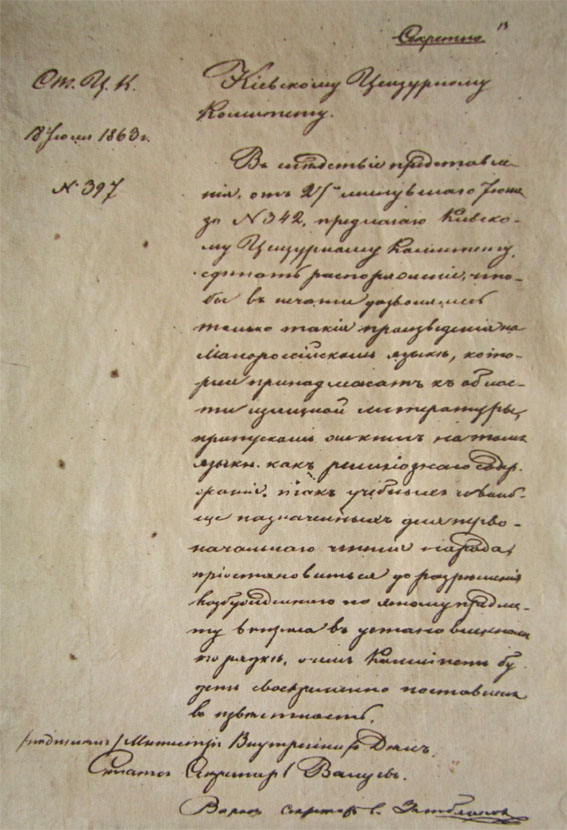
Walujew Zirkular, 1863

- 30. Juli: Der russische Innenminister Pjotr Walujew erlässt das sogenannte Walujew-Zirkular mit dem viele Veröffentlichungen (religiöse, pädagogische und Literatur, die für die Grundschulbildung der Bürger empfohlen wurden, sowie Belles Lettres) in ukrainischer Sprache verboten werden. Zwischen 1865 und 1868 werden mehr als dreißig sogenannte „Verwarnungen“ an die Presseorgane verteilt, die das Gesetz „verletzt“ haben, davon werden sechs für eine bestimmte Zeit und zwei für immer verboten. Das „Walujew-Gesetz“ bleibt bis zur Revolution von 1905 in Kraft.

### Prosa

#### Deutschsprachige Literatur

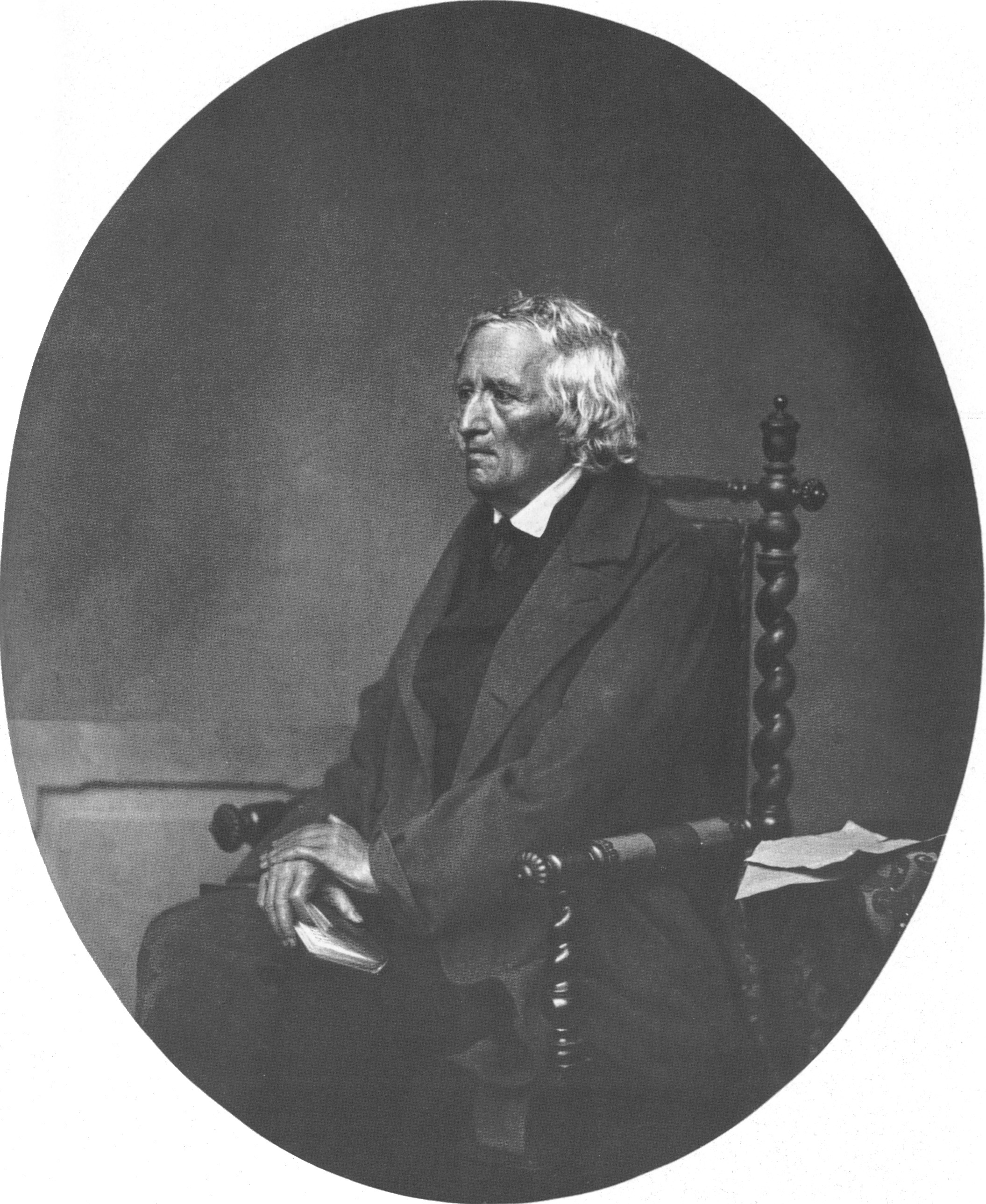
Jacob Grimm um 1860

- Jacob Grimm verfasst kurz vor seinem Tod am 20. September die Rede auf Wilhelm Grimm und Rede über das Alter.

- Jonas Breitenstein veröffentlicht seine Idylle Der Her Ehrli. Ein Idyll aus Basel und dem Baselbiet in allemannischer Mundart, ein wichtiges Werk der deutschschweizerischen Mundartliteratur.
- Wilhelm Raabe veröffentlicht den Roman Die Leute aus dem Walde sowie die Novellen Holunderblüte und Die Hämelschen Kinder.
- Ludwig Steub veröffentlicht die Kurzgeschichte Das Annele im Adlerhorst über eine Episode aus dem Leben der Tiroler Malerin Anna Stainer-Knittel, die später Grundlage für den Roman Die Geier-Wally von Wilhelmine von Hillern wird.
- Theodor Fontane veröffentlicht den zweiten Band der Wanderungen durch die Mark Brandenburg mit dem Titel Das Oderland.
- Von Hermann von Schmid erscheint der historische Roman Der Kanzler von Tirol.
- Von Theodor Storm erscheint die Novelle Im Schloß nach einer gründlichen Überarbeitung als Buchausgabe.

#### Französischsprachige Literatur
- 31. Januar: Der Roman Cinq semaines en ballon (Fünf Wochen im Ballon) von Jules Verne erscheint in Frankreich. Vernes Erstlingsroman wird ein Erfolg und verschafft ihm rasch nationale Bekanntheit. Seinen neuen dystopischen Roman Paris au XXème siècle (Paris im 20. Jahrhundert) lehnt sein Verleger Pierre-Jules Hetzel ab, weil er befürchtet, der Pessimismus des Werkes könnte Vernes aufstrebende Karriere zerstören. Er schlägt dem Autor deshalb vor, mit der Veröffentlichung 20 Jahre zu warten. Verne hält den Roman daraufhin unter Verschluss, der schließlich erst 1994 veröffentlicht wird.
- 10. Juni: Der letzte Teil des Romans Le Capitaine Fracasse von Théophile Gautier erscheint in der Zeitschrift Revue nationale.

#### Englischsprachige Literatur

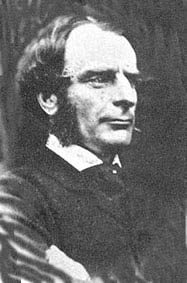
Charles Kingsley

- März: Die letzte Folge der Fortsetzungsgeschichte The Water-Babies: A Fairy Tale for a Land-Baby des britischen Theologen und Schriftstellers Charles Kingsley erscheint im Macmillan's Magazine. Die Kindergeschichte wird anschließend in Buchform veröffentlicht.

- Die Britin Mary Elizabeth Braddon veröffentlicht den Roman Aurora Floyd, eine Fortsetzung ihres Erfolgs Lady Audley's Secret vom Vorjahr.
- George Eliot veröffentlicht den Roman Romola.
- Thomas Bulfinch veröffentlicht in Boston Legends of Charlemagne.

#### Russischsprachige Literatur
- Fjodor Michailowitsch Dostojewski veröffentlicht in der von ihm und seinem Bruder Michail herausgegebenen Zeitschrift Wremja den Essay Winterliche Aufzeichnungen über sommerliche Eindrücke über seine im Sommer gemachte Reise durch Europa.
- Von Lew Nikolajewitsch Tolstoi erscheint die 1862 entstandene Erzählung Polikei im Februarheft der Moskauer Zeitschrift Russki Westnik, während Tolstois Novelle Die Kosaken als Fortsetzungsgeschichte in der Zeitschrift Der russische Bote erscheint.

#### Weitere Sprachen
- 27. Juli: Die toledianische Legende El beso (Der Kuss) des romantischen spanischen Autors Gustavo Adolfo Bécquer wird in der Zeitschrift La América in Madrid veröffentlicht.

### Lyrik

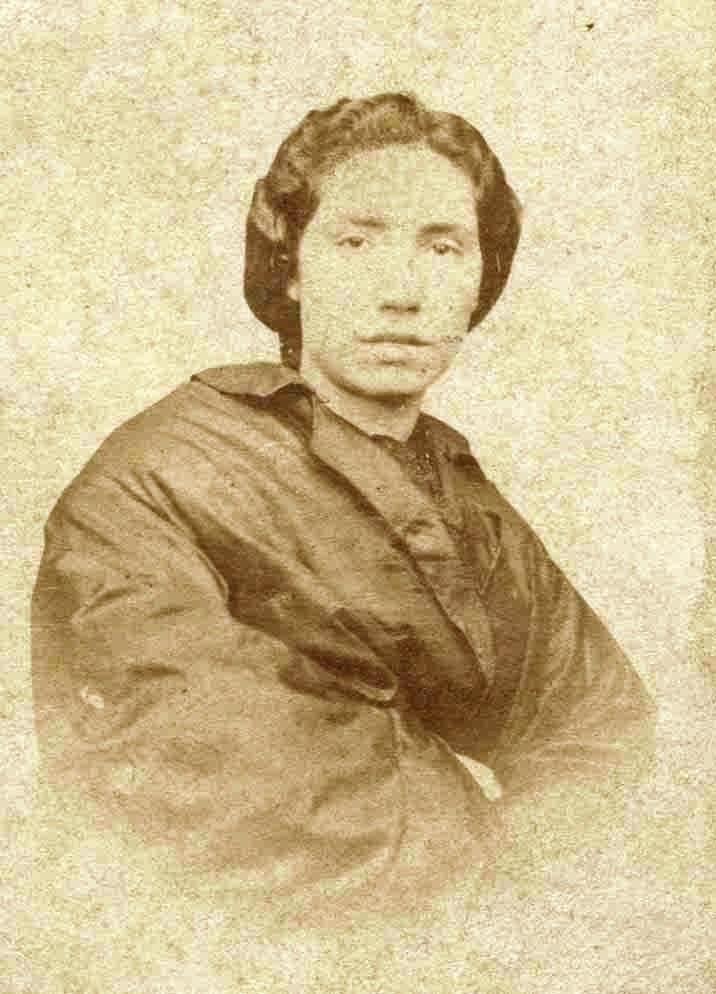
Rosalía de Castro

- 17. Mai: Die spanische Lyrikerin Rosalía de Castro veröffentlicht die Cantares gallegos (Galicische Gesänge), ihr erstes Werk in Galicischer Sprache. Der Tag ist bis heute Feiertag in der autonomen Region Galicien.
- Henry Wadsworth Longfellow veröffentlicht die Gedichtsammlung Tales of a Wayside Inn, die unter anderem sein bekanntestes Gedicht Paul Revere's Ride enthält.

### Drama
- Gustav Freytags Technik des Dramas wird zu einem der wichtigsten dramaturgischen Lehrbücher seiner Zeit. Freytag fasst hier die Dramentheorie des geschlossenen Dramas nach Aristoteles und vor allem Friedrich Schiller zum sogenannten pyramidalen Aufbau (Exposition und erregendes Moment, Höhepunkt mit Peripetie, retardierendes Moment und Lösung bzw. Katastrophe) des klassischen Dramas zusammen.

### Periodika
- 31. Januar: Die Pariser Zeitung Le Petit Journal erscheint mit ihrer Erstausgabe. Die hauptsächliche Vertriebsart ist nicht das Abonnement wie bei anderen Zeitschriften, sondern der Einzelverkauf. Le Petit Journal erscheint in einem anderen und handlichen Format gegenüber den Mitbewerbern und zu einem deutlich niedrigen Preis und ist bereits im Oktober mit mehr als 83.000 Exemplaren die auflagenstärkste Zeitung in Paris.
- 24. Mai: Die von Fjodor und Michail Dostojewski seit 1861 herausgegebene Zeitschrift Wremja wird wegen der Veröffentlichung regierungskritischer Werke von der Zensur verboten.
- 30. Dezember: Die 1836 gegründete deutschsprachige livländische Zeitschrift Das Inland stellt im 28. Jahrgang ihr Erscheinen ein.

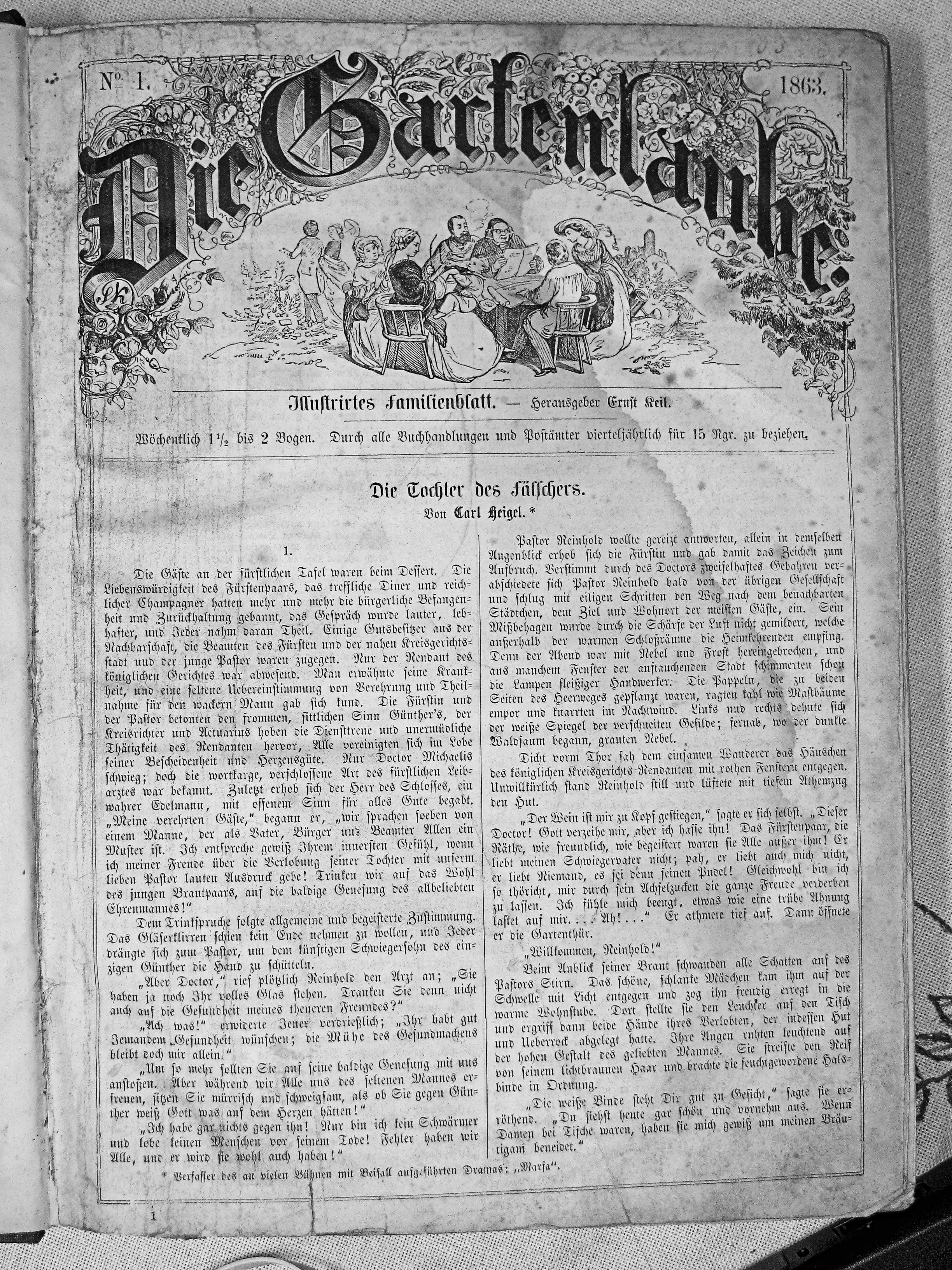
Die Gartenlaube 1863
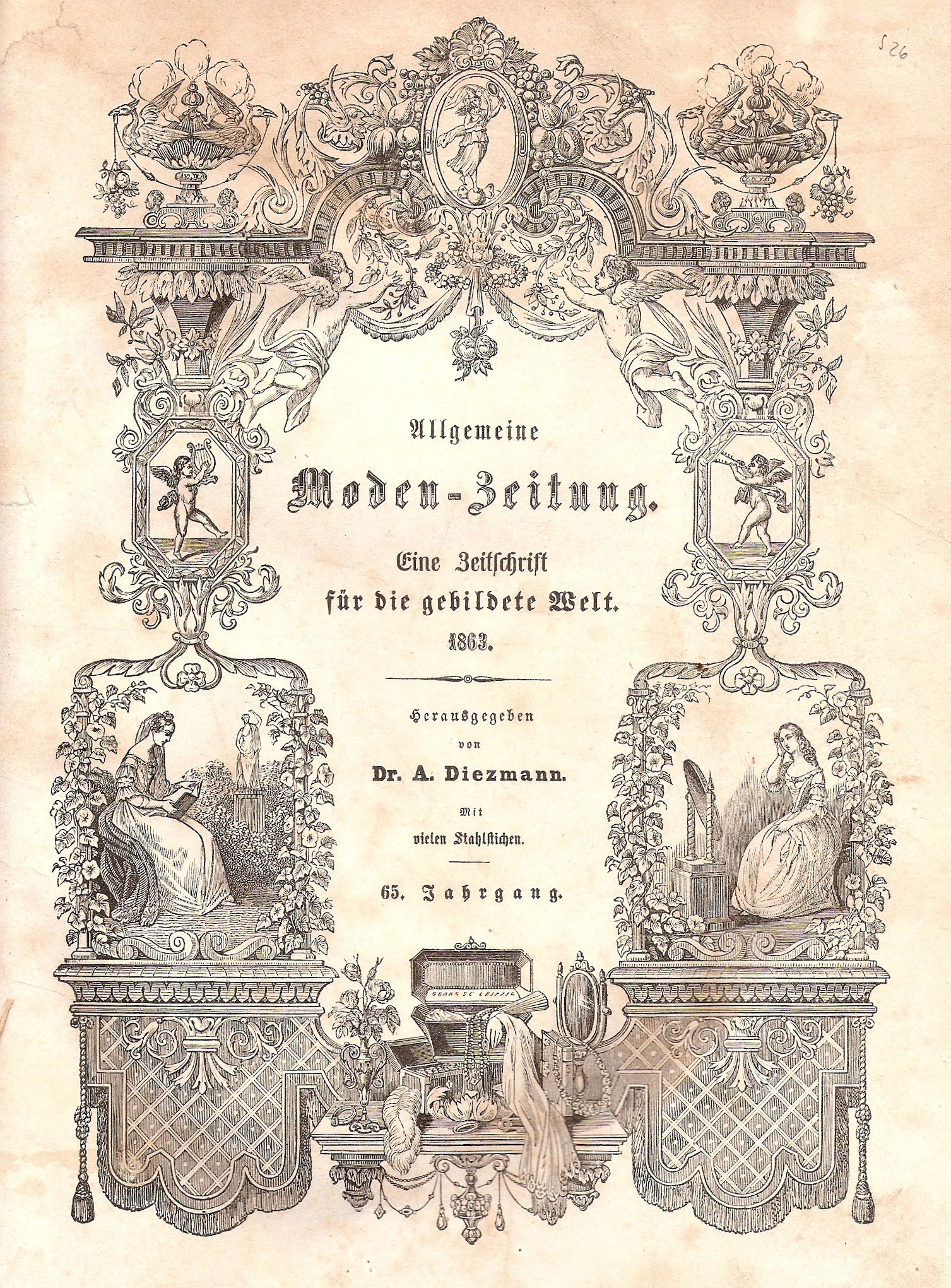
Allgemeine Moden-Zeitung 1863
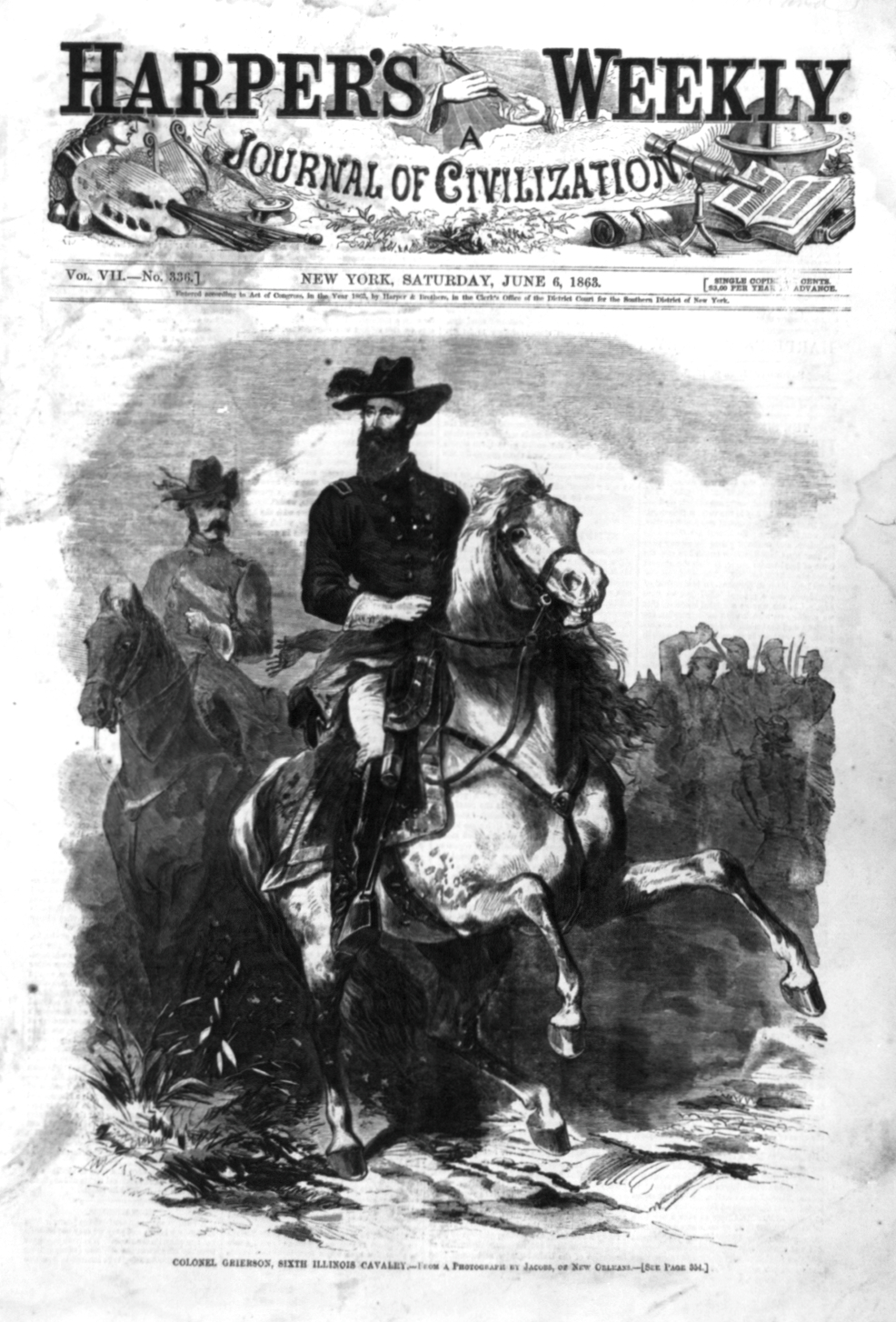
Harper’s Weekly Juni 1863

### Wissenschaftliche Werke

#### Naturwissenschaften

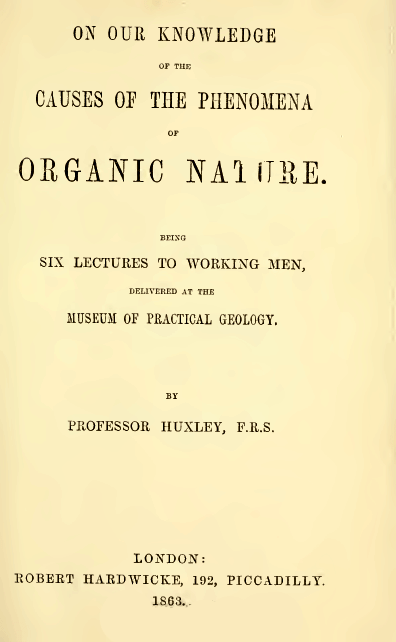
Titelblatt der englischen Originalausgabe

- Anfang des Jahres: Die sechsteilige Vortragsreihe Über unsere Kenntnis von den Ursachen der Erscheinungen in der organischen Natur von Thomas Henry Huxley wird, nachdem der Vortragende großes Lob von seinem Vorbild Charles Darwin erhalten hat, in Buchform herausgebracht.

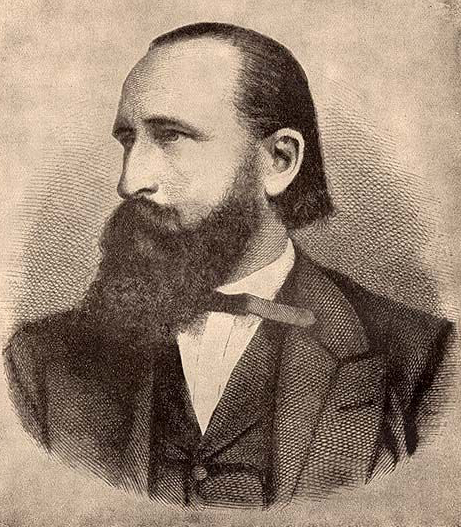
Alfred Edmund Brehm

- Der deutsche Zoologe Alfred Brehm veröffentlicht im Bibliographischen Institut Aufsätze und Reiseberichte über zoologische Themen in Form einzelner Lieferungen mit einem Umfang von jeweils etwa 48 Seiten. Daraus entsteht in den nächsten Jahren das Nachschlagewerk Brehms Thierleben.

#### Ökonomie
- Januar: Karl Marx vollendet in London die Arbeiten an seinem umfangreichen ökonomischen Manuskript, das nach seinem Tod in dem Werk Theorien über den Mehrwert zusammengefasst wird.

- In seiner Veröffentlichung Die indirekte Steuer und die Lage der arbeitenden Klasse verwendet Ferdinand Lassalle abwertend erstmals den Begriff „Manchestertum“.

#### Weitere Werke
- Der afroamerikanische Historiker und Schriftsteller William Wells Brown veröffentlicht das Werk The Black Man: His Antecedents, His Genius, and His Achievements.
- Theodor Fontane veröffentlicht den zweiten Band der Wanderungen durch die Mark Brandenburg.
- Li livres dou trésor, eine Enzyklopädie aus dem 13. Jahrhundert von Brunetto Latini, wird im französischen Original erneut aufgelegt.
- In seinem Reisebericht Journal of the discovery of the source of the Nile (Die Entdeckung der Nilquellen) begründet der britische Afrikaforscher John Hanning Speke eine Hamitentheorie.

### Religion

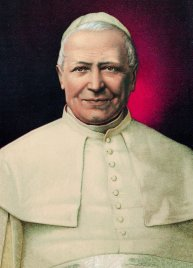
Pius IX.

- 10. August: Papst Pius IX. veröffentlicht die Enzyklika Quanto conficiamur über die Gleichgültigkeit und die Veröffentlichung falscher Lehren.
- 17. September: Papst Pius IX. ruft in der Enzyklika Incredibili die Katholiken in Neu-Granada, dem heutigen Kolumbien, zum Widerstand gegen die Regierung auf.

### Sonstiges

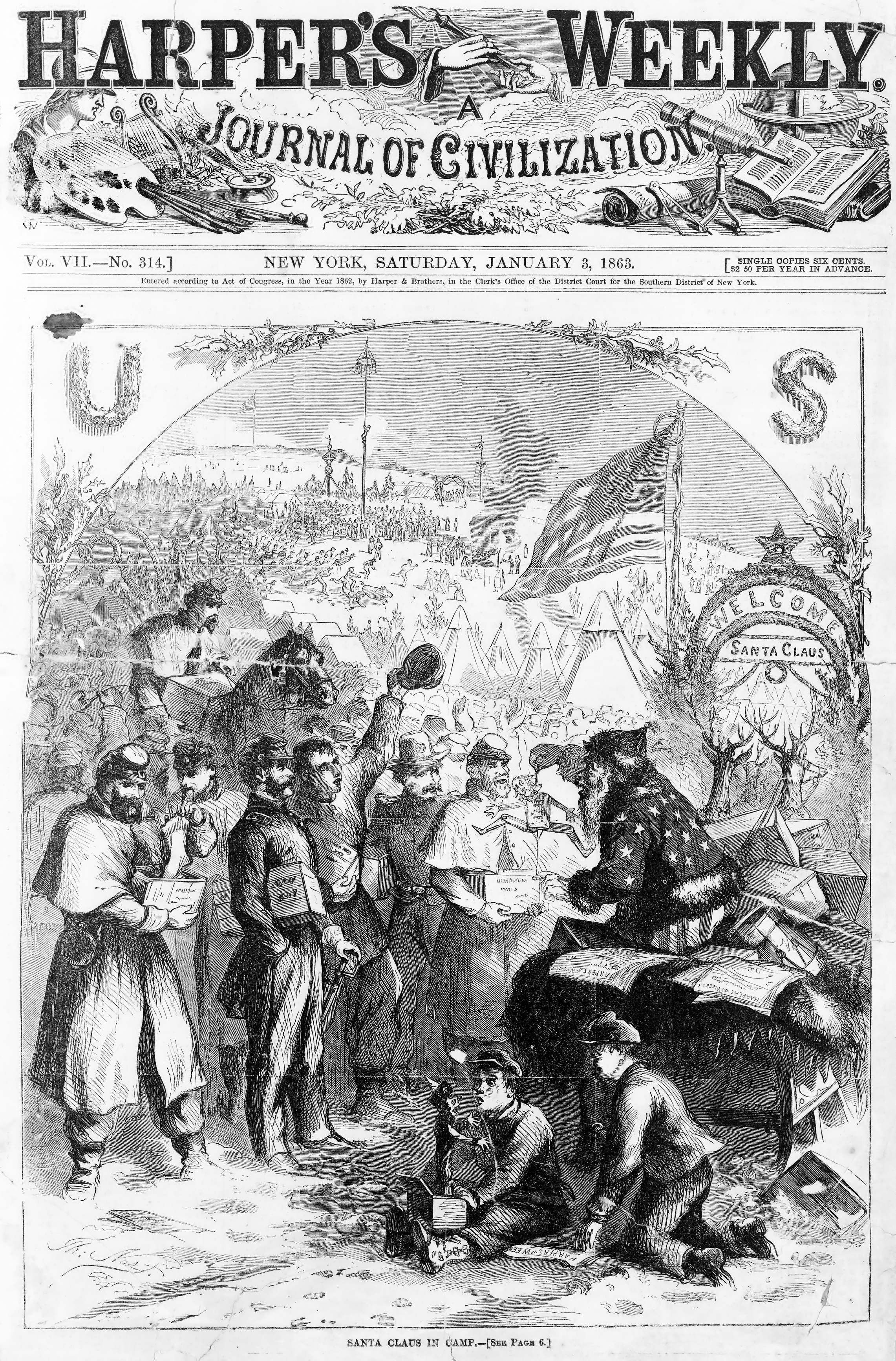
Thomas Nasts erste Zeichnung des Santa Claus

- 3. Januar: Für die Januarausgabe des Magazins Harper’s Weekly zeichnet der Karikaturist Thomas Nast erstmals die moderne Figur des Santa Claus.
- 3. Februar: Der Schriftsteller Samuel Langhorne Clemens verwendet erstmals in einem Werk das Pseudonym Mark Twain.

- Samuel Butler veröffentlicht den Artikel Darwin among the Machines, den er später in seinen satirisch-utopischen Roman Erewhon einarbeitet.

## Geboren

### Erstes Halbjahr
- 8. Januar: Paul Scheerbart, deutscher Schriftsteller fantastischer Literatur und Zeichner († 1915)
- 10. Januar: Else Wildhagen, deutsche Schriftstellerin († 1944)
- 14. Januar: Richard Felton Outcault, US-amerikanischer Comiczeichner, Autor und Maler († 1928)
- 25. Januar: Rufus Jones, US-amerikanischer Autor, College-Professor, Mystiker, Philosoph und Quäker († 1948)
- 26. Januar: Hans Fraungruber, österreichischer Schriftsteller († 1933)

- 9. Februar: Anthony Hope, englischer Rechtsanwalt und Autor († 1905)
- 9. Februar: Ernst Kreidolf, Schweizer Graphiker und Bilderbuchillustrator († 1956)
- 22. Februar: Rudolf Dietz, deutscher Heimatdichter († 1942)

- 3. März: Arthur Machen, walisischer Fantasy-Schriftsteller († 1947)
- 10. März: Sigismund Rahmer, deutscher Schriftsteller, Herausgeber und Kleist-Forscher († 1912)

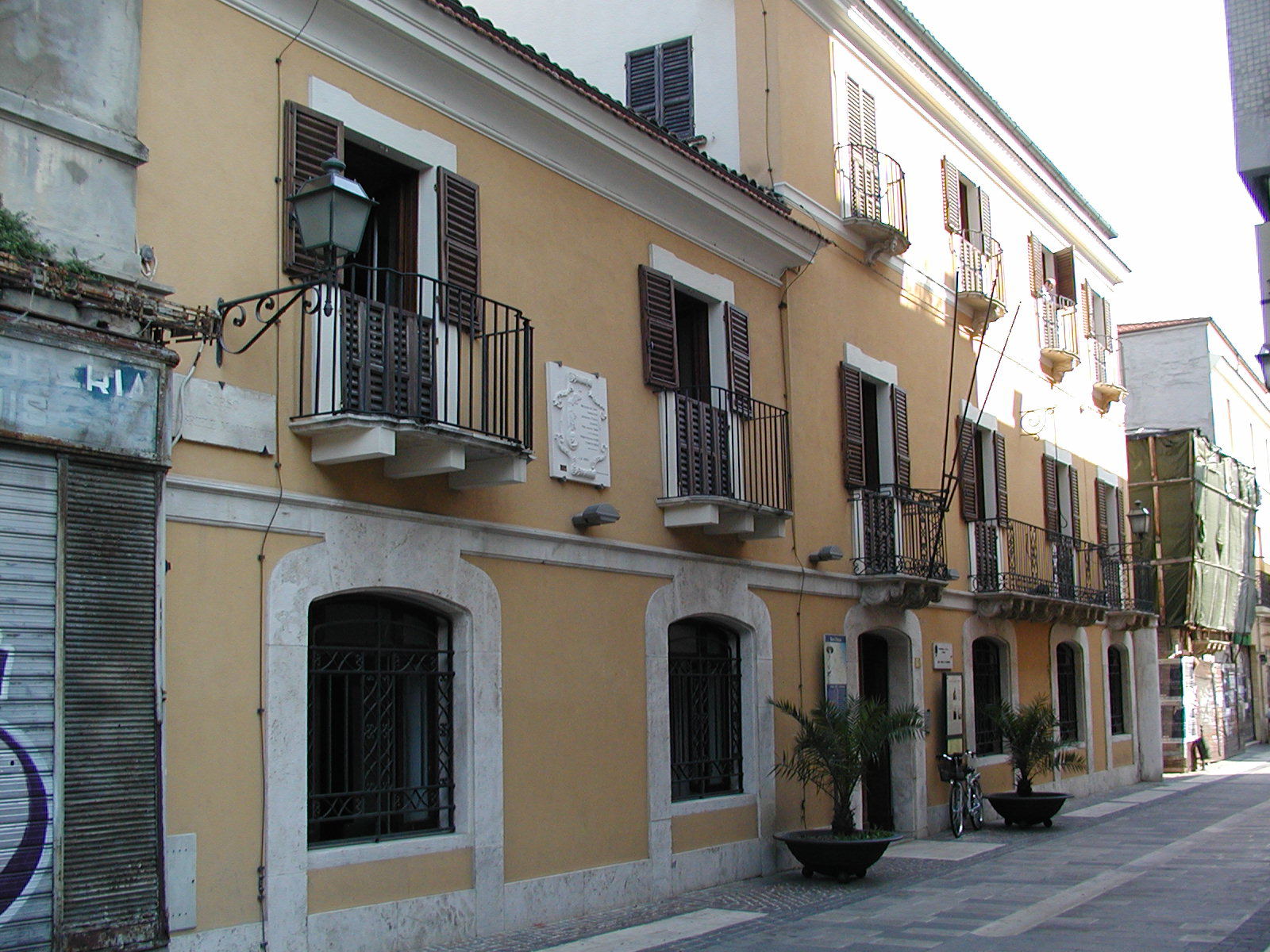
Geburtshaus von Gabriele D’Annunzio in der Altstadt von Pescara

- 12. März: Gabriele D’Annunzio, italienischer Schriftsteller († 1938)
- 13. März: Richard Zoozmann, deutscher Dichter und Schriftsteller († 1934)
- 29. März: Georg von Ompteda, deutscher Schriftsteller und Übersetzer († 1931)
- 26. April: Arno Holz, deutscher Dichter und Dramatiker des Naturalismus († 1929)
- 29. April: Konstantinos Kavafis, griechischer Schriftsteller († 1933)
- 29. April: William Randolph Hearst, US-amerikanischer Verleger und Medienzar († 1951)

- 14. Mai: Vilém Mrštík, tschechischer Schriftsteller, Dramaturg, Übersetzer und Literaturkritiker († 1912)
- 17. Mai: Karl Kunze, deutscher Historiker und Bibliothekar († 1927)
- 25. Mai: Wolfgang Golther, deutscher Germanist und Literaturhistoriker († 1945)

- 10. Juni: Louis Couperus, niederländischer Autor († 1923)
- 13. Juni: Josef Venantius von Wöss, österreichischer Kirchenmusiker und Verlagsredakteur († 1943)
- 15. Juni: Elise Rosalie Aun, estnische Schriftstellerin († 1932)
- 21. Juni: Georges Docquois, französischer Schriftsteller († 1927)

### Zweites Halbjahr
- 19. Juli: Hermann Bahr, österreichischer Schriftsteller, Dramatiker und Literaturkritiker († 1934)
- 21. Juli: Agnes Günther, deutsche Schriftstellerin († 1911)

- 3. August: Géza Gárdonyi, ungarischer Schriftsteller († 1922)
- 17. August: Johannes Methöfer, niederländischer Redakteur, Autor, Propagandist und Anarchist († 1933)
- 21. August: Adele Gerber, deutsche Redakteurin und Frauenrechtlerin († 1937)

- 1. September: Violet Jacob, schottische Schriftstellerin († 1946)
- 3. September: Hans Aanrud, norwegischer Schriftsteller († 1953)
- 6. September: Otto von Greyerz, Schweizer Mundart-Schriftsteller und Professor († 1940)
- 8. September: William Wymark Jacobs, britischer Autor von Romanen und Kurzgeschichten († 1943)
- 10. September: Edmund Edel, deutscher Grafiker, Karikaturist, Schriftsteller und Filmregisseur († 1934)
- 11. September: Georg Witkowski, deutscher Literaturhistoriker († 1939)
- 22. September: Ferenc Herczeg, deutschstämmiger ungarischer Schriftsteller, Dramatiker, Journalist und Politiker († 1954)
- 28. September: Eugen Wolff, deutscher Germanist und Literaturwissenschaftler († 1929)
- 29. September: Alfred Meebold, deutscher Botaniker, Schriftsteller und Anthroposoph († 1952)
- 30. September: Theodor Reismann-Grone, deutscher Verleger und Politiker († 1949)

- 9. Oktober: Adam Müller, deutscher Volksdichter, Sänger und Humorist hessischer Mundart († 1932)
- 10. Oktober: Wladimir Afanassjewitsch Obrutschew, sowjetischer Geologe, Geograph und Schriftsteller († 1956)
- 13. Oktober: Karl Allmendinger, deutscher Lehrer und Schriftsteller († 1946)
- 19. Oktober: Gustav Frenssen, deutscher Schriftsteller († 1945)

- 18. November: Richard Dehmel, deutscher Dichter und Schriftsteller († 1920)
- 19. November: Wilhelm Scholz, deutscher Schriftsteller, Antiquar und Redakteur († 1939)
- 21. November: Arthur Quiller-Couch, englischer Schriftsteller und Kritiker († 1944)
- 22. November: Georges Goursat, französischer Karikaturist († 1934)
- 27. November: Olha Kobyljanska, ukrainische Schriftstellerin († 1942)
- 30. November: Hans von Felgenhauer, preußischer Offizier, Militärschriftsteller und Dichter († 1946)

- 10. Dezember: Maurice Hennequin, französischer Schriftsteller und Librettist († 1926)
- 16. Dezember: George Santayana, amerikanischer Philosoph, Schriftsteller und Literaturkritiker spanischer Herkunft († 1952)

### Genaues Geburtsdatum unbekannt
- Otto Heller, deutsch-US-amerikanischer Literaturwissenschaftler († 1941)

## Gestorben
- 11. Januar: Hagiwara Hiromichi, japanischer Dichter, Schriftsteller, Übersetzer und Vertreter des Kokugaku (* 1815)
- 1. Februar: Georg von Cotta, deutscher Verleger (* 1796)

- 13. Mai: August Hahn, deutscher evangelischer Theologe und Schriftsteller (* 1792)
- 13. Juli: Heinrich Schacht, hamburgischer Schriftsteller in hoch- und plattdeutscher Sprache (* 1817)

- 17. September: Alfred de Vigny, französischer Schriftsteller (* 1797)

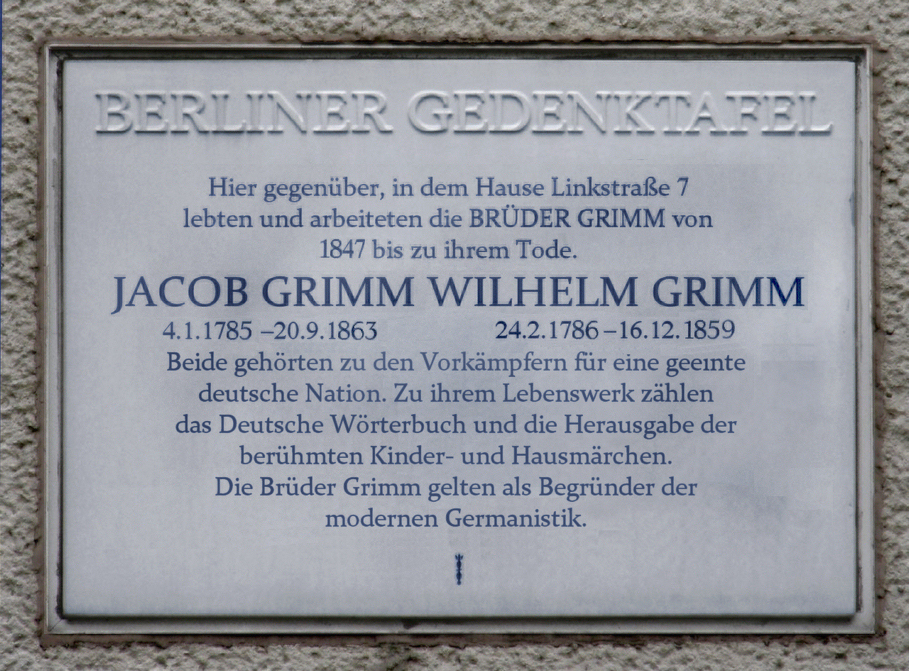
Berliner Gedenktafel an die Brüder Grimm

- 20. September: Jacob Grimm, deutscher Sprach- und Literaturwissenschaftler, Märchensammler und Jurist, Begründer der deutschen Philologie und Altertumswissenschaft (* 1785)
- 6. Oktober: Frances Trollope, britische Schriftstellerin (* 1779)

- 4. November: Johann Heinrich Meyer, deutscher Buchdrucker und Verleger (* 1812)
- 13. Dezember: Friedrich Hebbel, deutscher Dramatiker und Lyriker (* 1813)

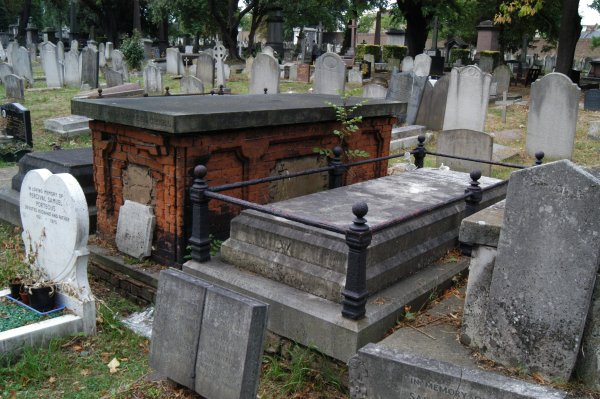
Das Grab von W. M. Thackeray auf dem Kensal Green Cemetery in London

- 24. Dezember: William Makepeace Thackeray, englischer Schriftsteller (* 1811)